# بابلدأوب

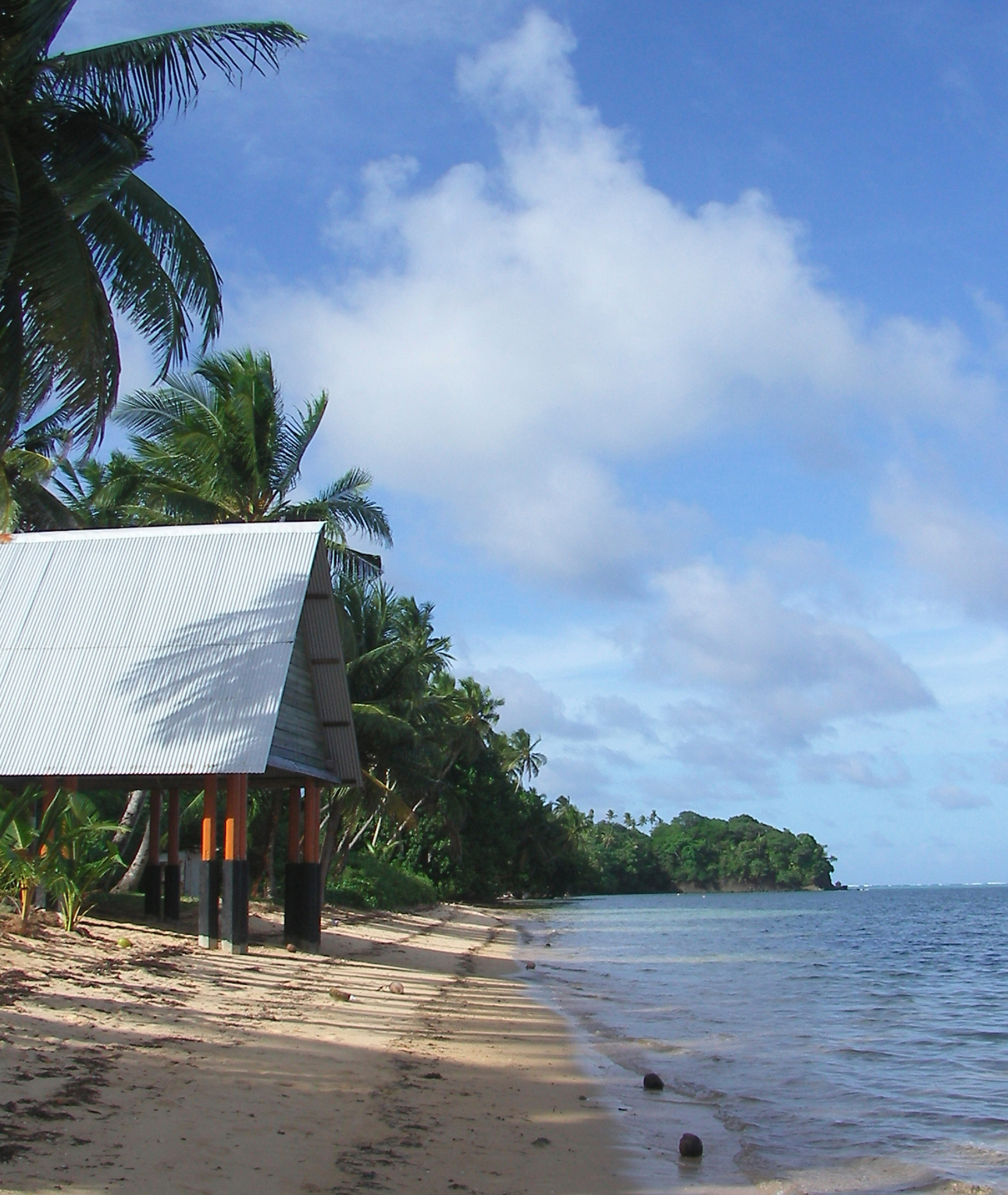
شاطئ بالقرب من مليكيوك.

بابلدأوب (بالإنجليزية: Babeldaob)‏ هي أكبر جزيرة في بالاو. الجزيرة مقسمة بين عشر ولايات من أصل ستة عشر في البلاد، وهي موطن للعاصمة مليكيوك في الولاية التي تحمل الاسم نفسه.

## الموقع
تقع جزيرة بابلدأوب في شمال بالاو، بين بحر الفلبين من الغرب والمحيط الهادئ من الشرق. وهي محاطة ولاية كاياتغيل من الشمال وكذلك جزيرة كورور وجزر شلباشب من الجنوب الشرقي.

## الجغرافيا

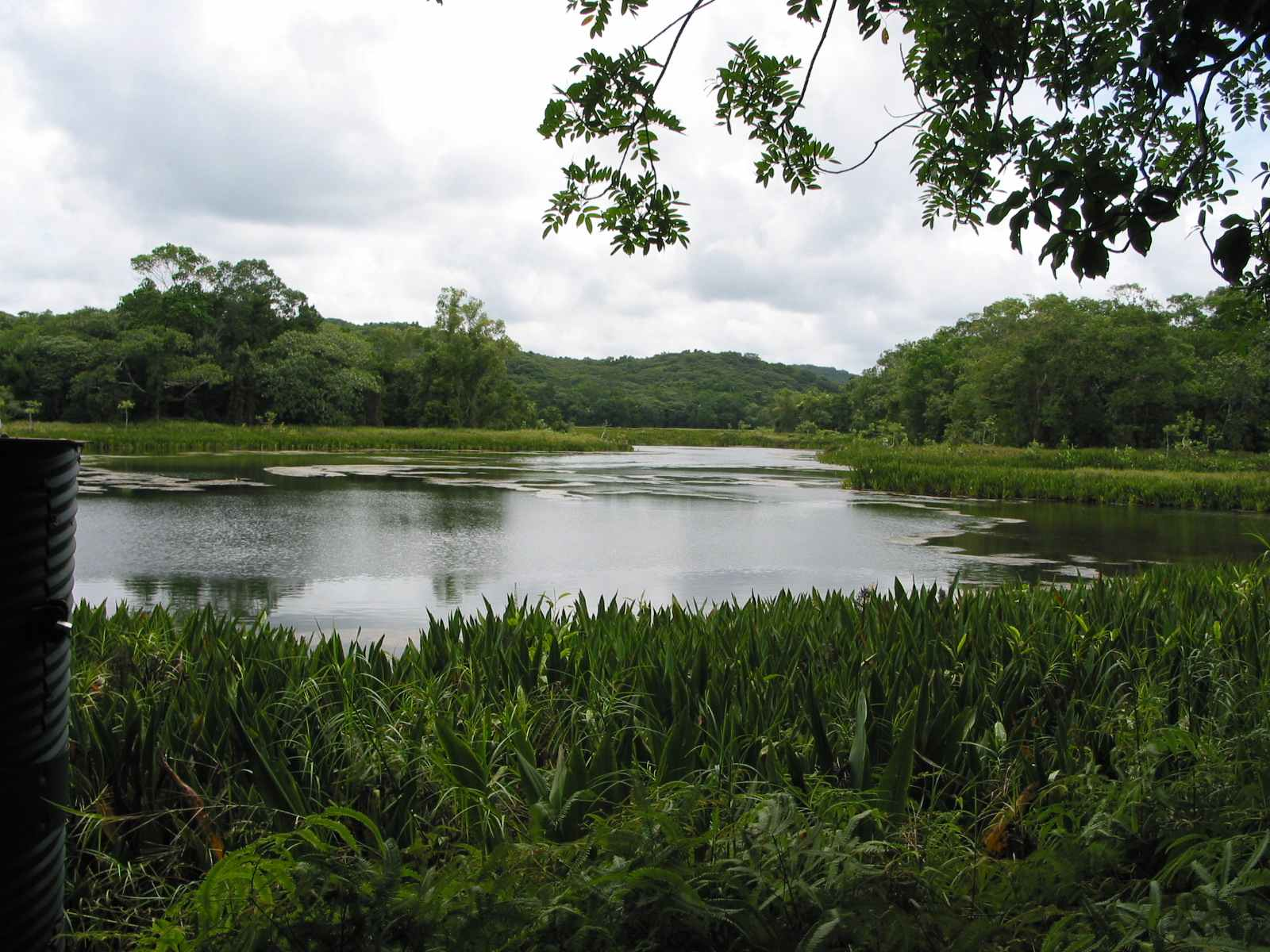
بحيرة نجاردوك

مساحة الجزيرة 330 كم² ، بابلداوب تشكل 70 % من مساحة بالاو و عدد السكان حوالي 6,000 نسمة، فهي موطن لـ 30 فقط % من السكان، والباقي يعيشون بشكل رئيسي في كورور في الجنوب الشرقي، مما يجعلها ثاني أكبر جزيرة في البلاد من حيث عدد السكان. الجزيرة مقسمة إلى عشر ولايات من أصل ستة عشر في البلاد: أيمليك، آيراي، مليكيوك، نجارارد، نجارشلونج، نجاردمان، نجاتبانج، نجشيزار، نغاريملينغوي ونجيوال. ولاية مليكيوك، الواقعة في الشرق، هي موطن مليكيوك، العاصمة الجديدة,. يقع مطار ميشل رومان الدولي في جنوب الجزيرة، وليس بعيدًا عن الجسر الذي يربطه بجزيرة كرور حيث تقع، العاصمة القديمة بنفس الاسم.
على عكس الجزر الأخرى في البلاد، فإن بابلداوب جبلية ولها أعلى نقطة في البلاد، جبل نجيرشلخوس مع ارتفاع 242 مترًا فوق مستوى سطح البحر. تشكلت التلال الواقعة في وسط الجزيرة منذ 70 مليون سنة بسبب نشاط بركاني مكثف.

### النباتات والحيوانات
تغطي الغابة الأولية 170 كم² من بابلداوب، والتي تمثل 88 النسبة المئوية من غابات بالاو، بما في ذلك 25,7 كم² من غابات أيكة ساحلية مقابل 16 هكتارًا فقط من المحاصيل. تتكون هذه الغابة من 820 نوعًا من النباتات منها 201 نوعًا مستوطنًا في بالاو وتم إدخال 235 نوعًا.
من حيث الحيوانات، 43 من 50 نوعا من الطيور تم العثور المسجلة في بالاو على بابلداوب، في الأنهار ويسكنها حوالي أربعين نوعا من الأسماك و بحيرة Ngardok هي موطن تماسيح الماء الحلو.

## تاريخ
تشهد أقدم المواقع الأثرية على أن الجزيرة مأهولة بالسكان منذ الألفية الثانية على الأقل. الألفية قبل الميلاد ، تم تأريخ آثار مصطية (زراعة) بين عامي 1439 و 1110 قبل الميلاد. بتاريخ، بين 1131 و 811 قبل الميلاد. و بتاريخ في نجاتبانج وبين عامي 1410 و 99 قبل الميلاد. و بتاريخ في نجردوبيك. من بين 80 موقعًا أثريًا تعتبر مهمة للحفاظ على التراث التاريخي والثقافي في بالاو، يقع 55 موقعًا في جزيرة بابلدأوب.